# کلاه ایمنی جوشکاری
کلاه جوشکاری نوعی از تجهیزات محافظتی شخصی است که در هنگام جوشکاری برای حفاظت از چشم، صورت و گردن در برابر گرما سوختگی، جرقهها ، اشعه مادون قرمز و فرابنفش و گرمای شدید استفاده می شود. کلاه جوشکاری جدید که امروزه استفاده می شود اولین بار در سال 1937 توسط محصولات ویلسون معرفی شد.
کلاه‌های جوشکاری معمولاً در فرآیندهای جوشکاری قوس الکتریکی مانند جوشکاری قوس فلزی، گاز محافظ جوشکاری قوسی تنگستن(نوعی جوشکاری قوسی که در آن بین الکترود تنگستنی غیرمصرفی و حوضچۀ جوش قوس ایجاد می شود و حفاظت از فلز مذاب با استفاده از گاز خنثی انجام می شود) و گاز جوشکاری قوس فلزی استفاده می شود. استفاده از آنها برای جلوگیری از قوس چشم ، که یک وضعیت دردناکی است که در آن قرنیه چشم ملتهب است، ضروری هستند. کلاه ایمنی جوشکاری همچنین می تواند از سوختگی شبکیه چشم که می تواند منجر به از دست دادن بینایی شود جلوگیری کند. هر دو شرایط ناشی از قرار گرفتن در معرض محافظت نشده در برابر پرتوهای مادون قرمز و ماوراء بنفش بسیار متمرکز ساطع شده از قوس جوشکاری است. انتشار اشعه ماوراء بنفش از قوس جوشکاری نیز می تواند به پوست بدون پوشش آسیب برساند و در یک دوره نسبتاً کوتاه جوشکاری باعث ایجاد شرایطی مانند آفتاب سوختگی شود. علاوه بر این گازهای تشعشع یا پاشش می تواند برای پوست و چشم ها نیز خطر آفرین باشد.
بیشتر کلاه‌های جوشکاری شامل یک پنجره ( گیره‌دار ) است که با فیلتری به نام لنز پوشیده شده است تا جوشکار بتواند از طریق آن کار را ببیند. پنجره میتتواند از شیشه رنگی، پلاستیک رنگی، یا یک فیلتر با چگالی متغیر از یک جفت لنزهای پلاریزه (لنز پلاریزه یک پوشش نامحسوس روی عینک آفتابی یا طبی است که میزان نور ورودی به چشم را کنترل می‌کند) ساخته شود. برای فرآیندهای مختلف جوشکاری به سایه های مختلف لنز نیاز است. به عنوان مثال، جوشکاری گاز بی اثر فلزی (MIG) و گاز بی اثر تنگستن (TIG) فرآیندهایی با شدت کم هستند، بنابراین به سایه لنز روشن تر ترجیح داده می شود.
الزامات OSHA در ایالات متحده برای کلاه ایمنی از استانداردهایی مانند ایمنی ANSI z49.1 در جوش و برش بخش 7 ( محافظت از پرسنل )  و ANSI z89 1 ( الزامات ایمنی برای حفاظت از سر صنعتی). 
سایه لنز مناسب با توجه به درجه بندی فعلی جوش متغیر است. در ایالات متحده، OSHA اعداد سایه DIN را همانطور که در جدول زیر نشان داده شده است سفارش می کند:
| جریان جوش(آمپر) | شماره سایه |
| --------------- | ---------- |
| 60_50           | 10         |
| 160_60          | 11         |
| 200_160         | 12         |
| 240_200         | 13         |
| >240            | 14         |

نسخه 1967 از استاندارد ANSI Z49.1.7.2.2.10(یک مؤسسه خصوصی غیرانتفاعی است که بر روند ایجاد استانداردهای جامع اختیاری برای محصولات، خدمات، روندها، سیستم‌ها، و کارمندان آمریکا نظارت می‌نماید) مشخص می کند که "همه لنز‌ها و صفحات فیلتر باید آزمایش انتقال انرژی تابشی را که در پاراگراف 6.3.4.6 کد ایمنی برای محافظت از سر، چشم و سلامت تنفسی، که توسط استاندارد Z2.1-1959 ایالات متحده ارائه شده است را برآورده کنند. ». 
از سال 2023، وب‌سایت OSHA استانداردهایی را برای حداقل سایه‌های محافظ تحت بخش استاندارد 1910 133 ارائه می‌کند و می‌گوید نقل قول به عنوان یک قانون سرانگشتی با سایه‌ای شروع می‌شود که برای دیدن ناحیه جوش خیلی تیره است. پس به یک سایه روشن تر بروید که دید کافی از ناحیه جوش را بدون پایین آمدن از حداقل می دهد. در جوشکاری یا برش با گاز سوخت اکسی که مشعل نور زرد بالایی تولید می کند، مطلوب است از لنز فیلتری استفاده شود که خط زرد یا سدیم را در نور مرئی عملیات جذب کند."

##### ایمنی
تمام کلاه های جوشکاری مستعد آسیب هایی مانند ترک هایی هستند که می توانند محافظت در برابر اشعه ماوراء بنفش و مادون قرمز را به خطر بیندازند. این کلاه علاوه بر محافظت از چشم ها، صورت را در برابر جرقه های فلزی داغ ناشی از قوس(جرقه‌های فلز ذوب شده می‌توانند در هنگامی که فلز گرما داده می‌شود ایجاد شود. فرایندهایی چون جوشکاری با قوس الکتریکی ، فرایند بسمر از جمله این فرایندها هستند) و آسیب های اشعه فرابنفش محافظت می کند. هنگام جوشکاری بالای سر از کلاهک چرمی جمجمه و روکش شانه برای جلوگیری از سوختگی سر و شانه استفاده می شود.
عینک‌های جوشکاری، عینک‌های محافظی هستند که دارای سایه‌های تیره هستند و برای محافظت از چشم‌ها در برابر نور درخشان حاصل از جوشکاری سوخت اکسی و فرآیندهای وابسته و همچنین در برابر جرقه‌ها و زباله‌ها محافظت می‌کنند.  قوس‌های الکتریکی باز مقادیر بسیار بالاتری از نور و تابش فرابنفش تولید می‌کنند که نیاز به محافظت از کل صورت دارد

##### فیلترهای تاریک کننده خودکار
در سال 1981، سازنده سوئدی Hornell International (که اکنون متعلق به 3M  است) یک شاتر الکترونیکی LCD (شاتر الکترونیکی یکی از ویژگی‌هایی است که در دوربین‌های با سرعت بالا و کیفیت بالا مورد استفاده قرار می‌گیرد. با استفاده از شاتر الکترونیکی، تصویر تولید شده با کمترین حرکت و ارتعاش سنسور به دست می‌آید، که این ویژگی برای عکاسی در شرایط نوری کم، عکاسی با سرعت بالا و یا عکاسی معماری و آسمان‌شناسی مفید است)را معرفی کرد که وقتی حسگرها قوس جوش روشن را تشخیص می‌دهند،  فیلتر تاریک‌کننده خودکار Speedglas، به‌طور خودکار تیره می‌شود.
با چنین کلاه ایمنی خودکار الکترونیکی، جوشکار دیگر مجبور نیست برای جوشکاری آماده شود و سپس سر خود را تکان دهد تا کلاه ایمنی را روی صورت خود پایین بیاورد. مزیت این است که جوشکار نیازی به تنظیم موقعیت کلاه جوشکاری به صورت دستی ندارد که نه تنها باعث صرفه جویی در زمان می شود بلکه خطر قرار گرفتن در معرض نور مضر تولید شده توسط فرآیند جوشکاری(این اشعه‌ها جزو عوارض جوشکاری بر چشم به حساب آمده و باعث تاثیرات منفی بر روی چشم‌ها می‌شوند. اشعه ماورا بنفش از نقطه جوش و اشعه مادون قرمز از التهاب فلز پدید می‌آیند. این اشعه‌ها بسیار خطرناک هستند و برای سلامتی انسان مضر می‌باشند. زمانی که جوشکار از دستگاه جوش استفاده می‌نماید، اشعه‌های جوشکاری باعث تاثیرات بدی بر روی چشم می‌شوند) را نیز کاهش می دهد.

##### استانداردهای ANSI
در ایالات متحده، استاندارد صنعتی برای کلاه ایمنی ANSI Z87.1+ است که عملکرد طیف گسترده ای از دستگاه های محافظ چشم را مشخص می کند. این استاندارد مستلزم آن است که کلاه های تاریک کننده خودکار، حفاظت کامل در برابر اشعه ماوراء بنفش و مادون قرمز(واج مادون قرمز در بازهٔ فرکانسی ۳۰۰ گیگاهرتز تا ۴۲۸ تراهرتز و طول موج ۱ میلی‌متر تا ۷۰۰ نانومتر قرار می‌گیرند.) را حتی زمانی که در حالت تاریک نیستند، ارائه دهند. این استاندارد داوطلبانه است، بنابراین خریداران باید تأیید کنند که کلاه ایمنی با استاندارد ANSI Z87.1 مطابقت دارد یا خیر. (با برچسب مناسب مشخص شده است).